# Lymantria
Het geslacht Lymantria maakt deel uit de familie van de spinneruilen (Erebidae), onderfamilie donsvlinders (Lymantriinae).
In Nederland en België komen twee soorten uit het geslacht voor:
- Lymantria dispar (Linnaeus, 1758) - Plakker
- Lymantria monacha (Linnaeus, 1758) - Nonvlinder

Verder worden in Europa nog twee andere soorten gevonden:
- Lymantria atlantica (Rambur, 1837)
- Lymantria lapidicola (Herrich-Schäffer, 1851)

## Soorten
- L. aboleta (Staudinger, 1896)
- L. akemii Schintlmeister
- L. albescens Hori & Umeno, 1930
- L. albimacula (Wallengren, 1863)
- L. albolunulata Moore, 1879
- L. alexandrae Schintlmeister, 1994
- L. ampla (Walker, 1855)
- L. antennata Walker, 1855
- L. apicebrunnea Gaede, 1932
- L. arete Fawcett, 1915
- L. argyrochroa Collenette, 1935
- L. arrheta Collenette, 1959
- L. ascetria Hübner, 1821
- L. asoetria Hübner, 1818
- L. atemeles Collenette, 1938
- L. atlantica (Rambur, 1837)
- L. attantica Rambur, 1842
- L. bantaizana Matsumura, 1933
- L. barica (Mabille, 1878)
- L. barlowi Schintlmeister, 1994
- L. beatrix (Stoll, 1790)
- L. binotata (Mabille, 1880)
- L. bivittata (Moore, 1879)
- L. brotea (Stoll, 1780)
- L. brunneata (Kenrick, 1914)
- L. brunneiplaga Swinhoe, 1903
- L. brunneoloma Pogue & Schaefer, 2007
- L. buruensis Collenette, 1933
- L. canariensis (Kenrick, 1914)
- L. capnodes Collenette, 1932
- L. carriala Swinhoe, 1903
- L. castanea (Kenrick, 1914)
- L. castaneostriata (Kenrick, 1914)
- L. celebesa Collenette, 1947
- L. concolor Walker, 1855
- L. conspersa Hering, 1927
- L. cryptocloea Collenette, 1932
- L. curvifera (Walker, 1866)
- L. chroma Collenette, 1947
- L. daraba Wiltshire, 1952
- L. demotes Collenette, 1947
- L. destituta Staudinger, 1891
- L. detersa Walker, 1865
- L. dictyodigma Collenette, 1930
- L. diehli Schintlmeister, 1994
- L. dispar (Linnaeus, 1758) – Plakker
- L. disparina (Hering, 1926)
- L. dissoluta Swinhoe, 1903
- L. diversa Turner, 1936
- L. doreyensis Collenette, 1933
- L. dubia (Kenrick, 1914)
- L. dubiosa (Aurivillius, 1894)
- L. dulcinea Butler, 1882
- L. ekeikei Bethune-Baker, 1904
- L. elassa Collenette, 1938
- L. epelytes (Collenette, 1936)
- L. faircloughi Holloway, 1999
- L. finitorum Collenette, 1931
- L. flavicilia Hampson, 1910
- L. flavida Pogue & Schaefer, 2007
- L. flavoneura Joicey & Talbot in Noakes & Talbot, 1916
- L. fuliginosa Moore, 1883
- L. fumida Butler, 1877
- L. ganara Moore, 1860
- L. ganaroides Strand, 1917
- L. geoffmartini Schintlmeister, 2004
- L. gondona Swinhoe, 1903
- L. grandis Walker, 1855
- L. grisea Moore, 1879
- L. griseipennis (Kozhanchikov, 1950)
- L. griseostriata (Kenrick, 1914)
- L. grisescens (Staudinger, 1887)
- L. harimuda Roepke, 1937
- L. hemipyra Collenette, 1932
- L. hollowayi Schintlmeister, 1994
- L. honeyi Schintlmeister, 2004
- L. horishanella Matsumura, 1927
- L. hreblayi Schintlmeister, 2004
- L. hypobolimaea Collenette, 1959
- L. incerta Walker, 1855
- L. inordinata Walker, 1865
- L. iris Strand, 1911
- L. jacksoni (Collenette, 1953)
- L. joannisi Le Cerf, 1921
- L. kanara Collenette, 1951
- L. kebeae Bethune-Baker, 1904
- L. kettlewelli Collenette, 1953
- L. kinta Collenette, 1932
- L. kobesi Schintlmeister, 1994
- L. komarovi (Christoph, 1882)
- L. kruegeri (Turati, 1912)
- L. lamda Collenette, 1936
- L. lapidicola (Herrich-Schäffer, 1851)
- L. laszloronkayi Schintlmeister, 2004
- L. lepcha (Moore, 1879)
- L. leucerythra Collenette, 1930
- L. leucophaes Collenette, 1936
- L. libella (Swinhoe, 1904)
- L. loacana Semper, 1898
- L. lucescens (Butler, 1881)
- L. lunata (Stoll, 1782)
- L. lutea (Boisduval, 1847)
- L. lygaea Bethune-Baker, 1908
- L. maculata Semper, 1898
- L. malgassica (Kenrick, 1914)
- L. marginalis Walker, 1862
- L. marginata Walker, 1855
- L. marwitzi (Grünberg, 1907)
- L. mathura Moore, 1866
- L. melia Fawcett, 1915
- L. melissa Fawcett, 1915
- L. metella Fawcett, 1915
- L. microcyma Collenette, 1937
- L. microstrigata Holloway, 1999
- L. minahassa Collenette, 1932
- L. miniata (Grünberg, 1907)
- L. minomonis Matsamura, 1933
- L. minora van Eecke, 1928
- L. modesta (Walker, 1855)
- L. moesta Swinhoe, 1903
- L. monacha (Linnaeus, 1758) – Nonvlinder
- L. monoides Collenette, 1932
- L. morio (Linnaeus, 1758)
- L. multiscripta Holland, 1893
- L. mus Oberthür, 1916
- L. narindra Moore, 1860
- L. nebulosa Wileman, 1910
- L. nephrographa Turner, 1915
- L. nigra Moore, 1888
- L. nigricosta Matsumura, 1921
- L. ninayi Bethune-Baker, 1910
- L. nobunaga Nagano, 1912
- L. novaguineensis Bethune-Baker, 1904
- L. nudala Strand, 1915
- L. oberthuri Lucas, 1906
- L. obfuscata Walker, 1865
- L. oinoa Collenette, 1956
- L. orestera Collenette, 1932
- L. ossea Toxopeus, 1948
- L. pagenstecheri Schintlmeister, 2004
- L. pagon Holloway, 1999
- L. panthera (van Eecke, 1928)
- L. pelospila Turner, 1915
- L. pendleburyi Collenette, 1932
- L. phaeosericea (Mabille, 1884)
- L. plumbalis Hampson, 1895
- L. polioptera Collenette, 1934
- L. polycyma Collenette, 1936
- L. polysticta Collenette, 1929
- L. postalba Innoue, 1956
- L. postfusca Swinhoe, 1906
- L. praetermissa Collenette, 1933
- L. pruinosa (Butler, 1879)
- L. pulverea Pogue & Schaefer, 2007
- L. rebuti (Poujade, 1889)
- L. rhabdota Collenette, 1949
- L. rhodina Walker, 1865
- L. rhodophora (Mabille, 1879)
- L. rosea Butler, 1879
- L. roseola Matsumura, 1931
- L. rosina Pagenstecher, 1900
- L. rubroviridis Hering, 1927
- L. rufofusca Mabille, 1900
- L. russula Collenette, 1933
- L. rusticana Hering, 1927
- L. sakaguchii Matsumura, 1927
- L. sarantuja Schintlmeister
- L. semicincta (Walker, 1855)
- L. serva (Fabricius, 1793)
- L. servula Collenette, 1935
- L. sexspinae Holloway, 1976
- L. similis Moore, 1879
- L. simplex Pagenstecher, 1886
- L. singapura Swinhoe, 1906
- L. sinica Moore, 1879
- L. sobrina Moore, 1879
- L. sphalera Collenette, 1930
- L. strigata Aurivillius, 1894
- L. strigatoides Schintlmeister
- L. suarezia (Mabille, 1897)
- L. subfusca (Boisduval, 1847)
- L. sublunata (Rothschild, 1920)
- L. subrosea Swinhoe, 1903
- L. syntropha Collenette, 1955
- L. tacita Hering, 1927
- L. tagalica Aurivillius, 1894
- L. takamukui Nagano, 1918
- L. temburong Holloway, 1999
- L. todara Moore, 1879
- L. toxopeusi Collenette, 1955
- L. umbrifera Wileman, 1910
- L. umbrosa (Butler, 1881)
- L. vacillans Walker, 1855
- L. vastatrix Toxopeus, 1948
- L. velutina (Mabille, 1878)
- L. viola Swinhoe, 1889
- L. xylina Swinhoe, 1903